# René Bousquet
Pour les articles homonymes, voir Bousquet.
Ne doit pas être confondu avec René Bousquet (rugby), René Bouscat ou Pierre Bousquet.
René Bousquet, né le 11 mai 1909 à Montauban (Tarn-et-Garonne) et mort assassiné le 8 juin 1993 à Paris, est un haut fonctionnaire français, collaborateur avec l'occupant nazi pendant la Seconde Guerre mondiale.
Du 18 avril 1942 au 31 décembre 1943, sous le sixième gouvernement de Pierre Laval, il est secrétaire général de la police, faisant fonction de directeur général de la Police nationale, structure créée le 23 avril 1941 par une loi du régime de Vichy.
Antisémite convaincu, il applique la politique du régime. Il est l'organisateur principal de la rafle du Vélodrome d'Hiver des 16 et 17 juillet 1942 et de celles d'août 1942 en zone sud. Il dirige également la police française aux côtés de l'occupant lors de la rafle de Marseille, en janvier 1943.
Au total, durant ses fonctions à ce poste, et parfois à son initiative, plus de 60 000 Juifs sont arrêtés par ou avec le concours de la police française pour être remis aux autorités nazies qui en organisent la « déportation vers l'Est », expression allemande de l'époque désignant la déportation vers les centres d'extermination nazis, dont principalement Auschwitz. Vichy n'ignore pas la finalité réelle des déportations ; René Bousquet ne montre alors aucun intérêt pour le sort des Juifs déportés.
À la Libération, il parvient à passer à travers l'épuration, ayant opportunément donné des gages à la Résistance lorsqu'il était en fonction. Il peut dès lors faire, à partir des années 1950, une florissante carrière d'homme d'affaires et d'influence — il fait notamment partie des fréquentations de François Mitterrand — avant d'être rattrapé par son passé à la fin des années 1980. Une plainte est déposée contre lui pour crimes contre l'humanité mais, alors que l'instruction est en cours, il est abattu à la porte de son domicile par Christian Didier.

## Biographie

### Début de carrière
Fils d'un notaire radical-socialiste de Montauban, titulaire de deux DES de la faculté de droit de Toulouse, il prend ses premières fonctions comme chef de cabinet du préfet de Tarn-et-Garonne. « René Bousquet doit à deux éléments sa carrière au sommet de l’État, puis après guerre dans la finance : sa témérité durant la plus importante inondation dans le pays (mars 1930) et les relations de son père ».
En mars 1930, lors de terribles inondations qui ravagent le Sud-Ouest, il devient un héros national quand, avec un ami (qui périt), Adolphe Poult, il sauve de la noyade plusieurs dizaines de personnes. Le président Gaston Doumergue lui décerne alors le titre de chevalier de la Légion d'honneur (déchu par l'ordre de la Légion d'honneur après sa condamnation de 1949, puis rétabli en 1957 par le Conseil d'État) et la médaille d'or des belles actions.
Haut fonctionnaire parrainé par le sénateur radical-socialiste Maurice Sarraut, patron de presse (La Dépêche de Toulouse), et par son frère Albert Sarraut, député, président du Conseil et ministre sous la IIIe République, il est détaché à la Présidence du Conseil afin de diriger le service technique chargé de la reconstruction des départements sinistrés du Midi.
En 1931, à 22 ans, il est chef adjoint de cabinet de Pierre Cathala (radical indépendant), sous-secrétaire d’État à l'Intérieur dans le premier gouvernement Laval — qui travaille toujours avec des fidèles, qu'il conserve et place tout au long de son parcours —, dont il devient un très proche collaborateur et qu'il suit jusqu'à la fin. Cela marque le début de sa « longue carrière lavalienne ».
En 1933, il est sous-préfet. En 1935, il est chef du cabinet du ministre de l'Agriculture. En 1936, Roger Salengro, ministre de l'Intérieur du Front populaire, lui confie la responsabilité du fichier central à la Sûreté nationale, parce qu'il est bien noté et en raison de ses opinions proches du radicalisme et grâce à sa réputation de républicain et d'opposant à la Cagoule.
Albert Sarraut, ministre de l'Intérieur, le nomme sous-préfet de Vitry-le-François, dans la Marne, en avril 1938. En 1939, Bousquet devient secrétaire général de la préfecture de Châlons-sur-Marne. Lors de la débâcle, il reste à son poste puis, fin juin 1940, les services préfectoraux se replient à Albi. Il est préfet de la Marne, après l'armistice de juin 1940,.

### Seconde Guerre mondiale et régime de Vichy

#### Préfet en zone occupée
Âgé de 31 ans, Bousquet est ensuite préfet régional, grade créé par le régime de Vichy ; il est alors le plus jeune de France en septembre 1941. Dans la Marne, il se distingue en maintenant en fonction les élus radicaux et francs-maçons (on pense — certains disent à tort,, — qu'il a très probablement été initié), ce qui lui vaut d'être la cible des quolibets de Je suis partout. Il favorise également l'évasion de certains prisonniers de guerre et parvient à épargner à son département de la Marne la colonisation économique par l'Allemagne nazie,. Bien qu'il ne fasse pas montre « d'excès de zèle, il ne se dérobe pas à la règle du jeu de la collaboration ». Des militants communistes sont arrêtés par la police de Reims en novembre 1941, après dénonciation (pour distribution d'un tract appelant à l'union contre « l'arme de l'antisémitisme ») et livrés aux Allemands ; ils seront fusillés pour la plupart.
En 1942, l'amiral François Darlan lui propose les ministères du Ravitaillement et de l'Agriculture qu'il refuse par deux fois, préférant rester dans la Marne pour y continuer son « œuvre ».

#### Secrétaire général de la police de Vichy

##### Participation à la déportation des Juifs

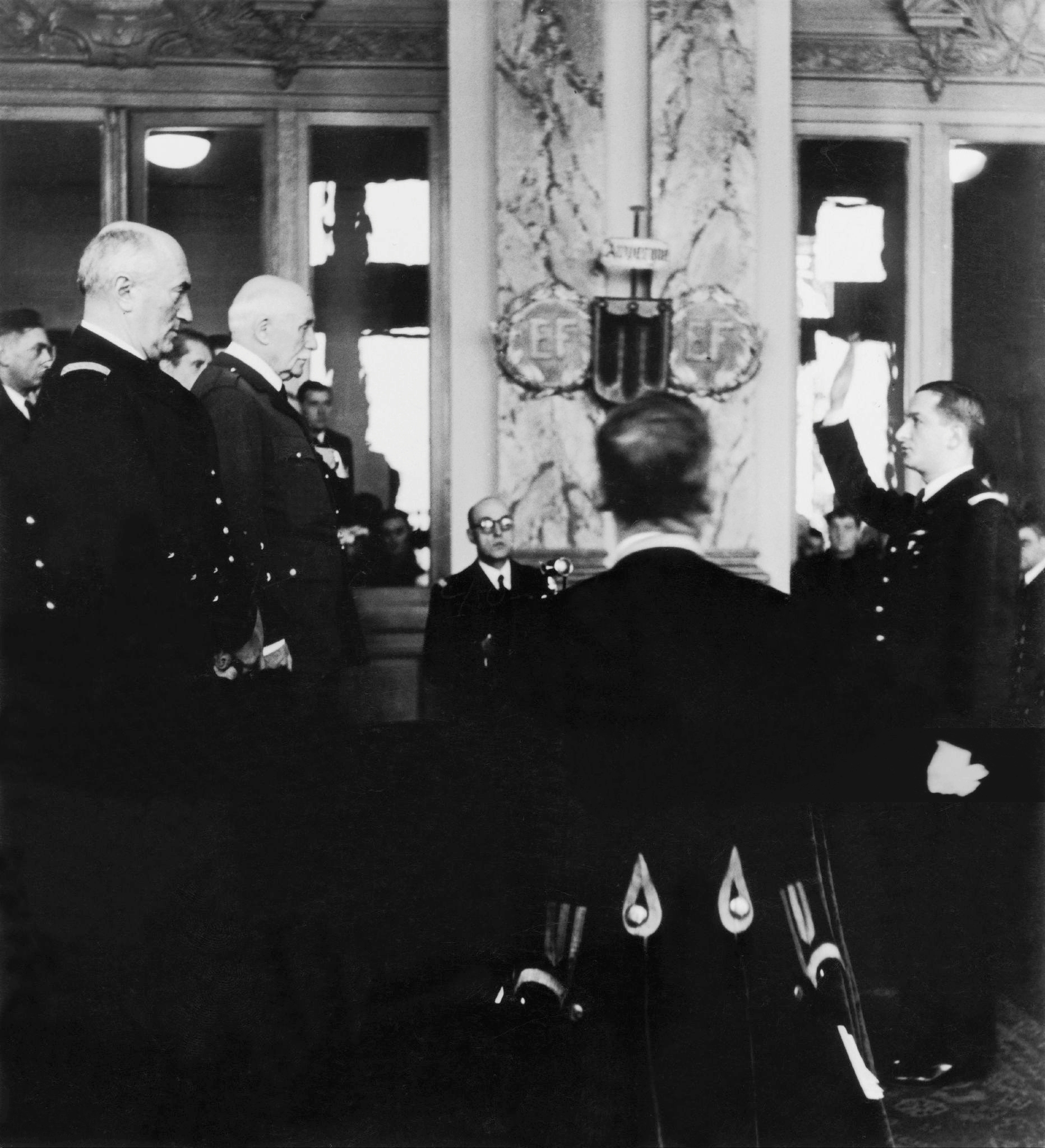
Prestation de serment du préfet René Bousquet devant le maréchal Pétain et l'amiral Darlan (Vichy, 19 février 1942).

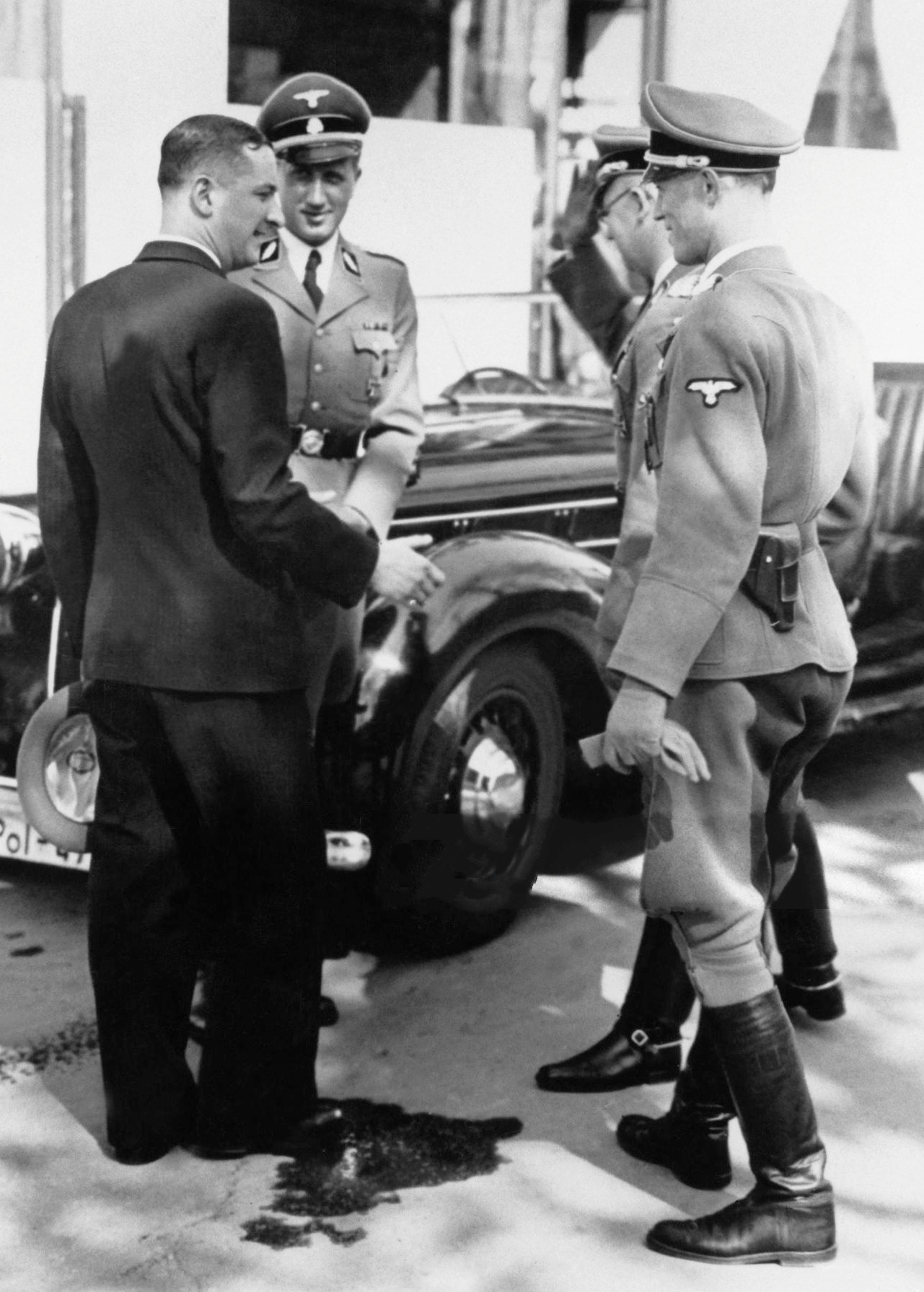
Carl Oberg (à droite à l'arrière-plan, derrière de profil), son aide de camp Herbert Hagen (à droite, de profil) et Helmut Knochen (de face, à gauche) photographiés avec René Bousquet (de profil, à gauche) en 1942.

En avril 1942, au moment précis où les SS prennent, en zone occupée, la responsabilité du maintien de l'ordre que détenait précédemment la Wehrmacht,,, Pierre Laval le nomme secrétaire général à la Police,,, faisant fonction de directeur général de la Police nationale avec dans la limite de ses attributions « délégation générale et permanente à l'effet de signer au nom du Ministre Secrétaire d’État à l'Intérieur, à l'exclusion des décrets, tous actes, arrêtés ou décisions relatifs aux dites attributions »,. Il occupe, à ce titre, un rôle principal dans la collaboration policière de Vichy avec l'occupant allemand, qui découle des termes de l'armistice de juin 1940. Après une rencontre avec Reinhard Heydrich le 6 mai 1942,, il engage à partir de juin une négociation sur les questions de collaboration de la police française avec le général (SS-Obergruppenführer) Carl Oberg, nommé dans l'intervalle Höhere SS- und Polizeiführer (chef supérieur de la SS et de la Police) en zone occupée. Selon le principe de la « liberté prussienne » appliqué à la police collaboratrice, René Bousquet pouvait disposer d'une large autonomie à condition qu'il promît de combattre les ennemis du Reich (Juifs, communistes, socialistes et résistants de tous partis ou croyances). Conformément aux instructions signées Hitler du 9 mars 1942, le général SS Oberg était en droit de « donner des instructions aux autorités et forces de police françaises, de les contrôler et de disposer de l'engagement des forces de police françaises. »
En mai 1942, Bousquet demande à Reinhard Heydrich, organisateur de la Shoah venu lui annoncer la déportation des Juifs apatrides de la zone occupée, si les Juifs apatrides internés en zone libre depuis un an et demi peuvent être déportés en même temps que ceux internés à Drancy,. Bousquet évalue à 10 000 personnes le nombre d'internés susceptibles d'être l'objet de cette mesure. Pour lui, l'essentiel lors de cette rencontre est de préserver la souveraineté de la France, avec comme premier résultat que tous les services de police, dont ceux de la zone occupée, soient remis sous la dépendance du Gouvernement français, l'offre faite au sujet des Juifs étant une preuve de « bonne volonté ». Cette initiative de collaboration surprend les Allemands eux-mêmes, qui en profitent, dès le 17 juillet 1942, pour déporter 3 000 personnes de la zone libre, par trois convois successifs.
Robert Paxton, dans son ouvrage La France de Vichy – 1940-1944 (paru en France en 1973, réédité en 1997) écrit : « Plus personne ne peut contester que les premières mesures antijuives de 1940 relevaient d'une initiative purement française, ni que ce soit Vichy lui-même qui a insisté en 1942 pour coopérer à la déportation des Juifs vers l'Est ». En note, il indique que, selon Serge Klarsfeld, la décision serait à attribuer à René Bousquet, alors que Michael Marrus et lui pensent qu'elle est de Laval.
Au début du mois de juillet 1942, le SS-Hauptsturmführer Theodor Dannecker, son adjoint Ernst Heinrichsohn et le Français Schweblin (chef de la Police aux questions juives), sur l'autorisation forcée de René Bousquet, font une tournée d'inspection des camps d'internement de la zone libre. Dannecker est déçu du peu de Juifs « déportables » qu'il trouve au camp de Gurs (2 599 au lieu des 20 000 qu'il pensait pouvoir déporter), mais il se montre satisfait du « bon esprit des responsables français », par exemple ceux de Nice, où l'intendant de police voudrait être débarrassé des 8 000 Juifs de sa région, à Grenoble, où le commissaire de police principal regrette que l'internement des Juifs ne soit pas généralisé (au lieu d'enquêter au cas par cas en fonction des délits) et à Périgueux, où un policier est partisan d'une « solution rapide au moyen de déportations » à l'exception de « quelques Juifs convenables ».

###### Rafle du Vélodrome d'Hiver
Convoqué par Carl Oberg, le 2 juillet 1942, il s'engage, contre la promesse de diriger une police nationale unifiée, et après consultation de Laval, à mettre les policiers français au service de l'occupant pour arrêter les Juifs étrangers — Vichy, et en particulier Pétain, étant opposé à l'arrestation des Juifs français,, — dans les deux zones. Pendant ses négociations avec les Allemands, Bousquet transmet à Laval leurs exigences et leurs intentions, sur la base de quoi les discussions et décisions du gouvernement se fondent ; Laval note : « L'intention du gouvernement allemand serait de faire un État juif à l'Est de l'Europe. Je ne serais pas déshonoré si j'expédiais un jour vers cet État juif les innombrables Juifs étrangers qui sont en France. […] ».
Devant les Allemands, il tient un autre langage : « Que dois-je faire, alors […]. J’ai offert ces Juifs étrangers aux Alliés, mais ils me les ont laissés sur les bras. » Face aux protestations américaines, il rétorque que les Juifs sont trop nombreux en France.

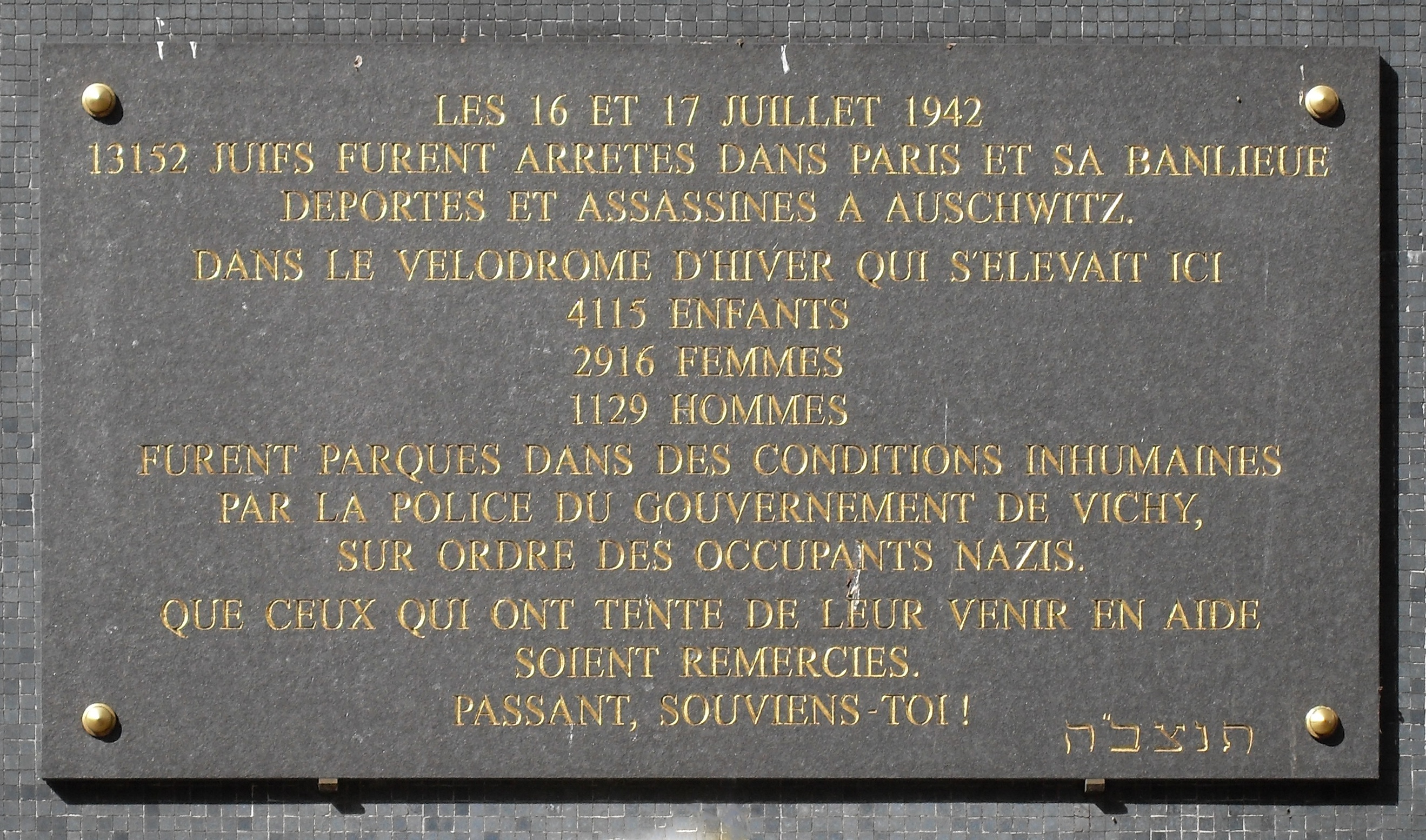
Plaque commémorative de la rafle des 16 et 17 juillet 1942, apposée au no 8 du boulevard de Grenelle dans le jardin du souvenir, à l’ancien emplacement du vélodrome.

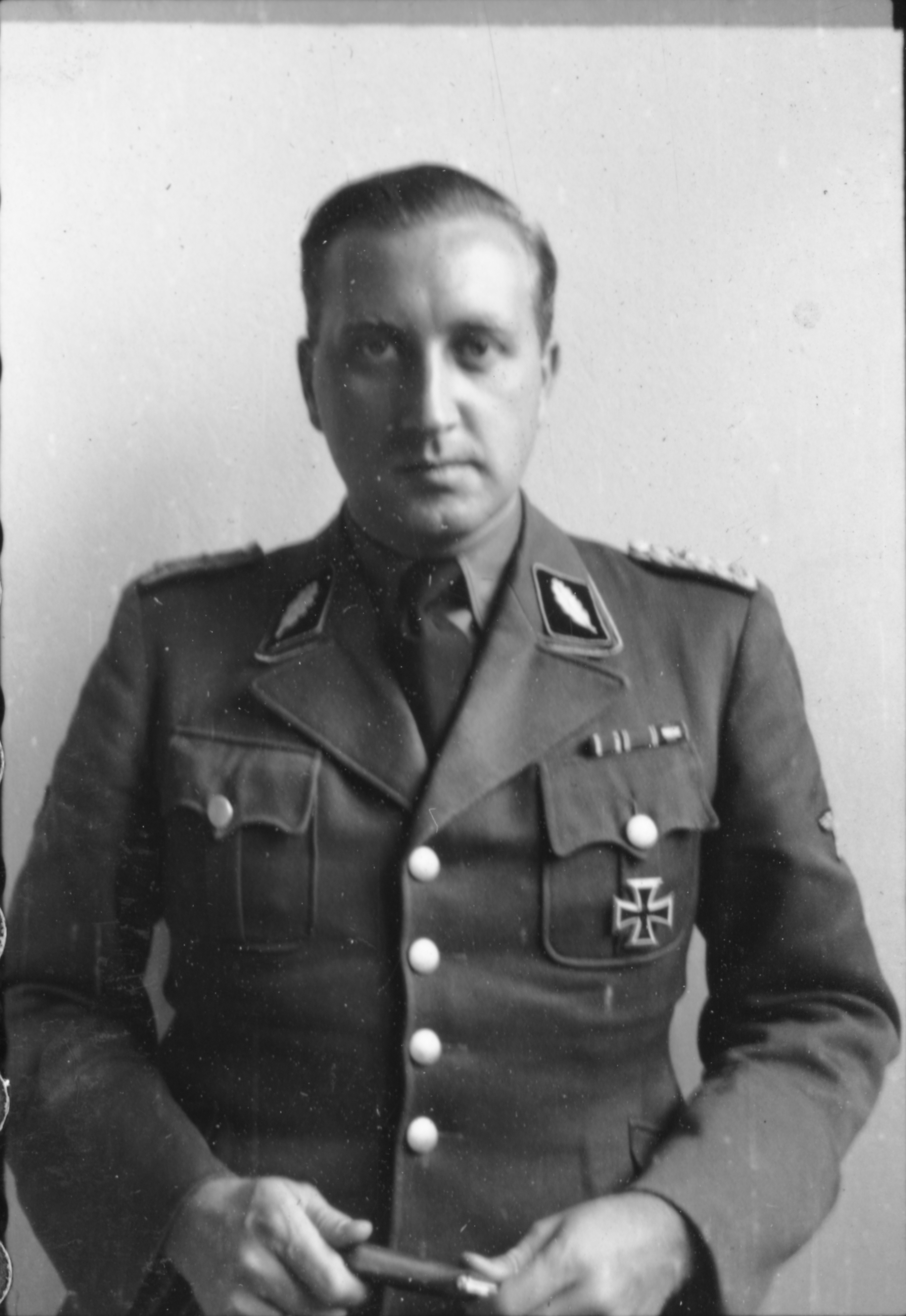
Helmut Knochen en 1942, en uniforme de Standartenführer.

Puis Bousquet organise, à la suite d'une réunion du 4 juillet avec Helmut Knochen et Theodor Dannecker, la rafle des Juifs étrangers et apatrides des 16 et 17 juillet à Paris, la rafle du Vélodrome d'Hiver,,, où 13 152 Juifs sont arrêtés : 4 115 enfants, 5 919 femmes et 3 118 hommes,. Leur destination finale qui, depuis la conférence de Wannsee, en janvier 1942, se trouve être les camps d'extermination nazis, en particulier Auschwitz, où ils seront pratiquement tous éliminés, est soigneusement dissimulée par les Allemands à leurs interlocuteurs français.
Les Allemands utilisent des expressions comme « déportation vers l'Est », « transport vers l'Est », « déportés dans l'Est », « les Juifs seraient envoyés en Pologne, où l'on créerait pour eux un « État juif » ».
Si la réalité du programme d'extermination industrielle n'est pas connue avec précision en France, le sort des Juifs paraît funeste pour beaucoup,. Dans son ouvrage sur René Bousquet, Pascale Froment écrit à son propos et du sort des Juifs, tel qu'il pouvait le supposer en juillet-août 1942 : « il y a tout lieu de penser qu'à ce moment, il s'en fichait éperdument ». D'autres auteurs considèrent que la connaissance du résultat de la déportation par Bousquet est sans ambiguïté. Renaud Meltz mentionne que le 4 juillet 1942, une entrevue entre Bousquet, Knochen et Dannecker, donne ce résultat : « Le fait de débarrasser la France des Juifs, malgré la guerre, est plus qu'un geste de la part de l'Allemagne et témoigne, sans aucune ambiguïté possible, de notre volonté de résoudre la question à l'échelle européenne ». Meltz et Bénédicte Vergez-Chaignon ajoutent que Bousquet annonce aux évêques français qui veulent protester sur le sort des Juifs après la rafle, qu'ils sont « destinés à disparaître du continent »,. Laurent Joly considère que Bousquet, comme Laval, « s'enferme dans la même logique de déni et de camouflage de la réalité ».
Plus largement à Vichy, les rumeurs ne laissent guère de place au doute. Le chef de cabinet civil de Philippe Pétain écrit dans son journal, à la date du 23 juillet 1942 : « Ils seront envoyés en Pologne avec des vivres pour 17 jours, cinquante par wagon plombé, sans eau. Les Allemands verront à l'arrivée ce qui reste de vivant ». En octobre, plus personne à Vichy n’ignore le sort final des déportés juifs selon Paul Morand : le gazage. Pour l'opinion publique, les protestations des évêques à l'été 1942 mentionnent explicitement qu'on peut s'attendre à la mort des déportés. Certains tracts des mouvements de Résistance sont tout aussi explicites,.
Laval et Bousquet sont extrêmement contrariés de ces protestations, car elles jettent une lumière crue sur une réalité, qu'ils se refusent à voir : le destin fatal des déportés.
Le 17 juillet, une réunion matinale au service IV-J de la Sipo-SD considère l'éventualité de placer les enfants juifs, arrêtés lors de la rafle, dans des locaux gérés par l'Union générale des israélites de France (UGIF), selon une idée préalablement émise par Theodor Dannecker le 10 juillet. Délégué de Bousquet en zone occupée, Jean Leguay plaide « avec insistance » devant Heinz Röthke, adjoint de Dannecker, afin que les enfants soient déportés. Jean Leguay s'est probablement entretenu de manière préventive avec Laval à ce sujet. Sa demande est appuyée par les deux hauts fonctionnaires de la préfecture de police de Paris : Jean François, directeur de la Police générale, et André Tulard, sous-directeur de la Direction des étrangers et des affaires juives (DEAJ). Il est alors suggéré que les enfants de moins de seize ans soient déportés de manière différée, après leurs parents, en attendant la décision de Berlin. Laurent Joly observe qu'en l'occurrence, le comportement des responsables policiers français ne peut être dicté par un souci humanitaire, mais « suit plutôt la lâche logique choisie par Pierre Laval, la « volonté délibérée de ne pas savoir », l'aveuglement devant un crime qu'ils acceptent honteusement de couvrir. Si les enfants ne suivent pas le sort de leurs parents, cela signifie la reconnaissance implicite d'un crime. Par contre, la fiction d'un départ en famille a un côté rassurant ; elle permet de s'autopersuader et de tranquilliser l'opinion publique. »
Les Allemands considèrent comme provisoire la seule arrestation des Juifs étrangers et Rudolf Rahn indique bien à Laval que ce n'est qu'un sursis concernant les Juifs français. Dans leur esprit, il s'agit là d'une « énorme concession ». Par ces décisions, les autorités françaises accordaient aux Allemands des moyens indispensables à la réalisation de leur dessein, car, compte tenu des effectifs limités des polices allemandes dont ils disposaient en France, ils n'auraient pu accomplir ces actions seuls, ainsi qu'une « couverture légale ». C'est aussi un tournant dans la collaboration policière qui met sur le même plan une communauté innocente avec les ennemis actifs de l'Armée allemande (les « terroristes » et les « agents de l'étranger » que Vichy s'était engagé à poursuivre) et les contrevenants aux lois allemandes et françaises.
Il obtient avec la déclaration Oberg du 8 août 1942 (souvent désignée « accords Oberg-Bousquet ») « que la police puisse agir sous sa propre responsabilité » (ce qui excluait dorénavant les réquisitions et l’action en commun sous ordre allemand) « qu’il soit posé comme principe que la police française ne sera pas mise en demeure par les services dépendant du commandant des SS de désigner des otages et que les personnes arrêtées par elle ne soient en aucun cas, de la part des autorités allemandes, l’objet de mesures de représailles ; que d’une manière générale et sauf cas d’espèce les ressortissants français coupables de délits politiques ou de délits de droit commun qui ne sont pas directement dirigés contre l’Armée et les Autorités d’occupation, soient frappés par les autorités administratives ou judiciaires françaises dans des conditions prévues par la loi française ». En contrepartie, les services de répression français doivent collaborer avec les services de sécurité du Reich dans la lutte menée contre les « terroristes ». Le texte définitif du 8 août mentionne également les communistes et les saboteurs, mais en aucune façon les Juifs,.
Ces accords sont aussitôt violés par Carl Oberg — le 11 août 1942, 93 otages sont fusillés et, en septembre, 116 autres (46 à Paris et 70 au camp de Souge, à la suite d'un attentat commis au cinéma Le Rex, 1 boulevard Poissonnière, Soldatenkino) — qui émet, par voie d'affichage, les mesures qu'il compte mettre en application « contre les auteurs d'attentats, les saboteurs et les fauteurs de troubles eux-mêmes, mais aussi […] les familles des criminels […] » : dans ces familles, les hommes (ascendants, descendants, cousins, beaux-frères) de plus de 18 ans seront fusillés, les femmes (degré de parenté identique) seront condamnées aux travaux forcés, les enfants de moins de 18 ans seront placés en maison d'éducation surveillée.

###### Rafles en zone sud
La rafle du Vélodrome d'Hiver est suivie le 26, 27 et 28 août d’autres en zone libre qui n'épargnent pas les enfants de moins de seize ans de ces Juifs étrangers, à la suite de la proposition de Pierre Laval,. Fin juillet, Bousquet reçoit une lettre d'Oberg le félicitant de la conduite exemplaire de la police française.
Alors que Theodor Dannecker, représentant d'Adolf Eichmann à Paris, insiste pour que 11 000 Juifs de la zone libre leur soient livrés, Bousquet assure à Helmut Knochen, chef du SD en France, que les 3 000 premiers Juifs de la zone libre seront entre leurs mains avant le 10 août 1942,. Le 18 août, il réduit de onze à six les catégories de Juifs exemptés, ainsi, les enfants à la charge de leurs parents ne sont épargnés que s'ils ont moins de deux ans, ce qui supprime la « faculté de laisser un enfant de moins de 18 ans en zone libre ». Ces rafles concernent tous les Juifs étrangers (Allemands, Autrichiens, Polonais, Tchèques, Estoniens, Lettons, Dantzigois, Sarrois, Russes) entrés en France depuis le 1er janvier 1936 ; parmi les exemptés figurent les anciens combattants et les femmes enceintes. Sur instruction de Laval, le 22 août, Bousquet accélère la déportation de ces Juifs en ordonnant aux préfets de région de prendre personnellement la direction de ces opérations afin de « briser les résistances, de punir les indiscrétions et la passivité ». Entre 7 000 et 10 500 Juifs étrangers et apatrides sont arrêtés au cours des rafles des 26 au 28 août 1942 et de l'automne 1942,.
Ces rafles dans la zone sud, sont effectuées avec le concours des forces de l'ordre françaises (police, gendarmerie, gardes mobiles) des pompiers et de l'armée qui recherchent, dans les camps, les résidences surveillées, les bataillons de travail, les personnes fichées par les listes de recensement du temps de Darlan, ainsi que les enfants dans les pensionnats catholiques et protestants. Des traques sont organisées dans les forêts. Dans les gares, le scandale éclate. Les organisations protestantes mobilisées pour le secours aux internés et déportés, la Cimade et les Young Men's Christian Association (YMCA), tentent de faire échapper les personnes visées à l'arrestation et de secourir les déportés embarqués dans les wagons de marchandise. Les voyageurs et les secouristes assistent à la séparation des familles et s'en émeuvent. Des préfets également qui notent dans leurs rapports : « scènes déchirantes ».
La rafle du 26 août est immédiatement dénoncée par les mouvements de la Résistance : ainsi, le journal clandestin du mouvement Franc-tireur écrit-il en septembre 1942 : « La France déshonorée […] on a vu chez nous ce spectacle inexpiable : Des policiers français contraints de se livrer à l’ignoble besogne qui consiste à séparer les enfants de leur mère ! […] de malheureux gosses qui partent, avec les hommes, dans des trains vers le Reich et vers la mort ».
Le 10 septembre 1942, recevant le pasteur Marc Boegner, chef des protestants français, René Bousquet se montre particulièrement intransigeant et refuse de renoncer à la traque des enfants juifs soustraits aux convois de déportation et cachés par les Églises et les particuliers : « Nous les chercherons. […] Nous les prendrons là où ils sont. […] Nous devons les chercher. » Selon les notes du pasteur Boegner, « [Bousquet] estime que quelle que soit l’issue de la guerre, le problème juif devra être résolu. Les Allemands transfèrent en ce moment des centaines de milliers de Juifs des nations qu’ils occupent en Pologne du Sud. Mais le problème est international. En France, Bousquet voit les Juifs français incorporés à la nation française avec des obligations strictes et des droits limités. Est-ce le ghetto qu’il souhaite ? »
Cependant, avant le 10 septembre, René Bousquet intervient à la demande du Secours aux enfants pour faire libérer et sauver de la déportation une cinquantaine de jeunes de plus de seize ans ainsi qu’une demi-douzaine d’adultes hébergés au château de la Hille.
Il est précisé, postérieurement à la rencontre, dans les carnets du pasteur Boegner, le 15 septembre (p. 206) « les hôtes du Chambon-sur-Lignon (contrôlés le 14 août par la police, cf. p. 192) passent en Suisse les uns après les autres. C’est la solution du problème. La situation se détend » ; le 28 septembre (p. 207) « En fait deux mille cinq cents Juifs sont entrés en Suisse rien qu’au cours de ces dernières semaines. »
À la suite des protestations des autorités religieuses contre les déportations de Juifs, comme celle, entre autres, du 23 août 1942 de Mgr Saliège, archevêque de Toulouse, et celles de Mgr Suhard, archevêque de Paris et de Mgr Gerlier, archevêque de Lyon, qui sont reçus à Vichy le 29 octobre 1942, Laval, que ces protestations exaspèrent, reprend à son compte l'idée de Bousquet de donner des subventions aux écoles catholiques afin de tenter de museler ce début de « révolte des prélats » alors que, jusque-là, l'Église soutenait fermement le Gouvernement.
Fin 1942, le gouvernement de Vichy refuse que 1 000 enfants juifs soient envoyés aux États-Unis sous prétexte de ne pas séparer les familles dont les parents ont été déportés en Pologne, explique Bousquet « avec un cynisme glaçant. »
Selon Fred Kupferman, les États-Unis qui ont prévu de fournir 1 000 visas d'immigration pour ces enfants, se voient opposer l'inertie de Vichy dont les fonctionnaires « parlaient avec hypocrisie du grand souci qu'avait leur gouvernement de ne pas séparer les familles » mais finissent par obtenir de Laval la promesse de 500 visas et René Bousquet, sous la pression du représentant de plusieurs organisations de secours, y aurait lui aussi consenti le 16 octobre. Mais en novembre 1942, à la suite du débarquement allié en Afrique du Nord et de la rupture des relations diplomatiques avec les États-Unis, les discussions sont rompues. L'intendant de police de Marseille n'accepte de laisser passer que les enfants « authentiquement orphelins », Bousquet indiquant « il n'y a aucune information sur le sort des Juifs déportés et on ne peut donc présumer que les enfants soient orphelins », aucun ne passe. 350 enfants auraient été tout de même sauvés par les quakers, grâce à des filières clandestines.

##### Traque des résistants en zone sud et rafle de Marseille
En septembre 1942, Laval autorise les Allemands à pourchasser les résistants français, et les Anglais qui les assistent, en zone libre (« mission Desloges » ou « opération Donar ») et leur accorde le concours de la police française. René Bousquet, qui a donné, en juin 1942 des informations sur des parachutages d'armes et des atterrissages d'avions en zone libre, fournit l'aide souhaitée par les Allemands, dont un spécialiste radio, le capitaine Desloges. Le commando de l'Abwehr, constitué de 200 policiers et de techniciens de l'Orpo, tous en civil, munis de fausses pièces d'identités françaises et assistés de complices français, démantèlent neuf émetteurs clandestins et arrêtent des officiers anglais (qui pensaient être protégés par les services de renseignement de Vichy du colonel Paillole) ainsi qu'un réseau de résistance de Marseille. Parmi les 29 résistants arrêtés figurent le commandant Faye (arrêté dans la nuit du 5 au 6 novembre) et son groupe qui étaient chargés de la liaison radio entre le général Giraud et les Alliés depuis Marseille.

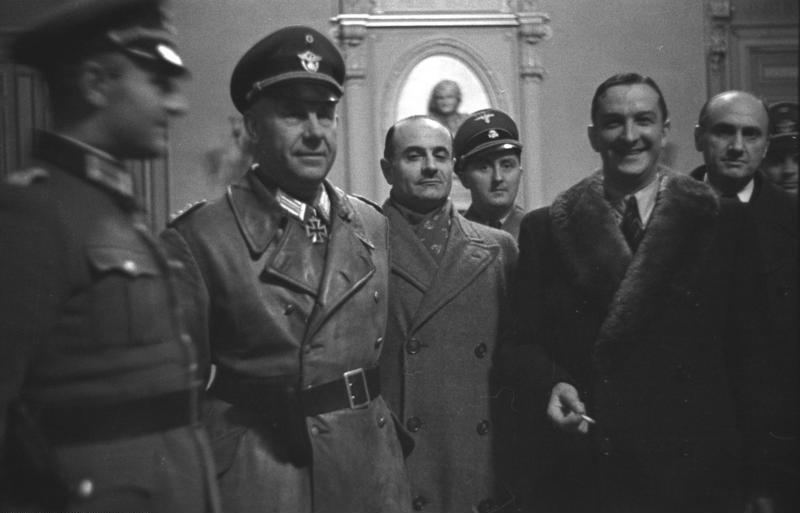
René Bousquet (avec col de fourrure, le 2e en partant de la droite) entouré par, de gauche à droite, le SS-Sturmbannführer Bernhard Griese (en manteau de cuir), le préfet régional Antoine Lemoine, le chef local de la Sipo et du SD Rolf Mühler (derrière Lemoine), l'administrateur de Marseille Pierre Barraud, à l'hôtel de ville de Marseille le 23 janvier 1943, pendant la rafle de Marseille,.

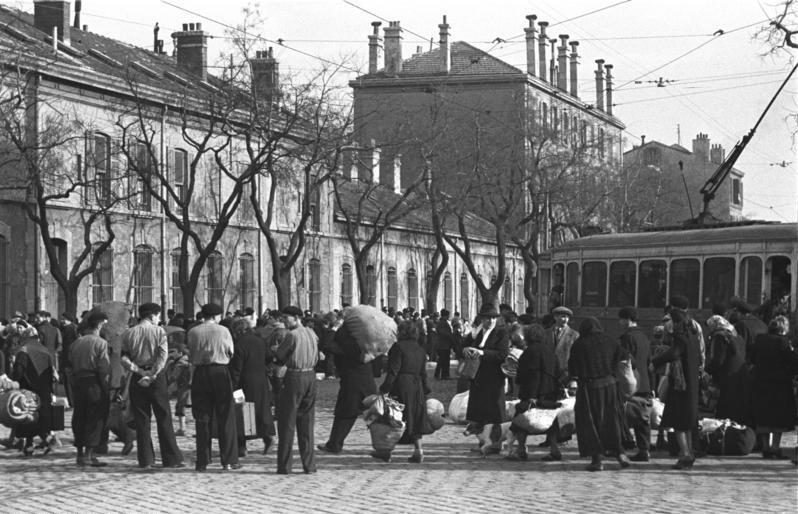
Rafle de Marseille, le 24 janvier 1943, sous la surveillance (de dos à gauche les bras croisés, portant un béret) de ce qui semble être des membres du Service d'ordre légionnaire, organisation intégrée à la Milice lorsque celle-ci est officiellement créée la semaine suivante.

Alors que la zone sud est aux mains des forces de l'Axe — depuis le 11 novembre 1942, à la suite de l'opération Anton, consécutive au débarquement anglo-américain (opération Torch) au Maroc et en Algérie —, en janvier 1943, René Bousquet, avec le mandat de Laval, met à disposition des Allemands les forces de police française, pour la rafle de Marseille (opération Sultan), à laquelle il assiste. Au cours de cette rafle, 5 956 personnes sont arrêtées, 3 977 sont ensuite libérées et 1 642 envoyées au camp de Compiègne, dont 782 Juifs : 585 Français et 197 étrangers. Ensuite, le quartier nord du Vieux-Port est entièrement rasé. Des arrestations de Juifs sont également effectuées à Nîmes, Avignon, Carpentras et Aix-en-Provence.
En décembre 1942, Bousquet dénonce le résistant Robert Keller d'un entretien avec le général Oberg, chef de la SS et de la Police pour la France. Avec d'autre résistants, Keller avait mis en place un système d'écoute de lignes téléphoniques utilisées par les autorités allemande.
Le 1er mars 1943, à Villeurbanne, les polices allemande et française, avec l'accord de Bousquet qui applique son engagement concernant les « menées antinationales », arrêtent 150 résistants d'un commando communiste, qui sont déportés immédiatement.

##### Tournant de l'hiver 1942-1943
L'automne-hiver 1942-1943, qui est aussi le début des victoires des Alliés sur les forces de l'Axe, marque un tournant dans l'attitude de Vichy sur les déportations de Juifs, Laval refusant dorénavant les rafles collectives franco-allemandes des Juifs français. Röthke, le remplaçant de Dannecker, est en butte à la mauvaise volonté croissante des autorités françaises. Dans un rapport du 12 février 1943, Helmut Knochen « accuse Pétain, le clergé français et Bousquet […] de « faire tout ce qu'ils peuvent pour empêcher la déportation des Juifs français ». Bien que les policiers et gendarmes français soient tenus de continuer à participer à l'accompagnement des convois jusqu'à la frontière allemande et d'assurer la garde des camps français (dont Drancy et Beaune-la-Rolande), certains sont de plus en plus révoltés.
Dans ce contexte, Bousquet demande, fin mars 1943, que les Français ne prennent plus part aux déportations des Juifs français depuis Drancy. Eichmann répond de façon surprenante que, si cela continue, les Français « seront exclus des actions de déjudaïsation ». En avril, à une demande des Allemands de participation de la police française à deux transports de 2 000 Juifs, dont 1 500 Français, formulée auprès de Leguay, adjoint de René Bousquet, celui-ci répond que, sur les ordres de son supérieur, les forces de l'ordre françaises souhaitaient en être dispensées.
Entre avril et juin 1943, les déportations marquent un temps d'arrêt. Pendant ce temps, Oberg et Bousquet signent un nouvel accord, le 2 avril, au terme duquel la police française « s'engage à défendre l'ordre contre les attentats des « Juifs, communistes, et autres ennemis », tandis que les Allemands promettent de ne plus contraindre les Français à la désignation d'otages et de ne plus intervenir dans les affaires de police « strictement françaises ».
À cette même époque, Bousquet a un long entretien à Paris, avec le Reichsführer Heinrich Himmler, qui se déclare par la suite « impressionné par la personnalité de Bousquet » et se félicite du choix antérieur de Oberg d'avoir laissé à la police française une autonomie dans la lutte contre le communisme, les « terroristes » et les « saboteurs de tous ordres ». Selon Rudolf Schleier (de), adjoint de Otto Abetz, Himmler considère judicieux la conception de Oberg d'avoir Bousquet comme collaborateur, car ce serait un dangereux adversaire s'il passait dans le camp opposé. À partir de cette période, la police vichyste, bien que toujours très active contre la résistance communiste, modère ses actions contre les gaullistes et dans la chasse aux Juifs français. La Gestapo recrute alors dans les partis collaborateurs et dans le milieu pour suppléer la police de Bousquet. Au cours de l'année 1943, 35 000 personnes sont arrêtées (non-Juifs et Juifs) pour activités politiques par la police allemande, et ses auxiliaires sur un total de 44 000,.

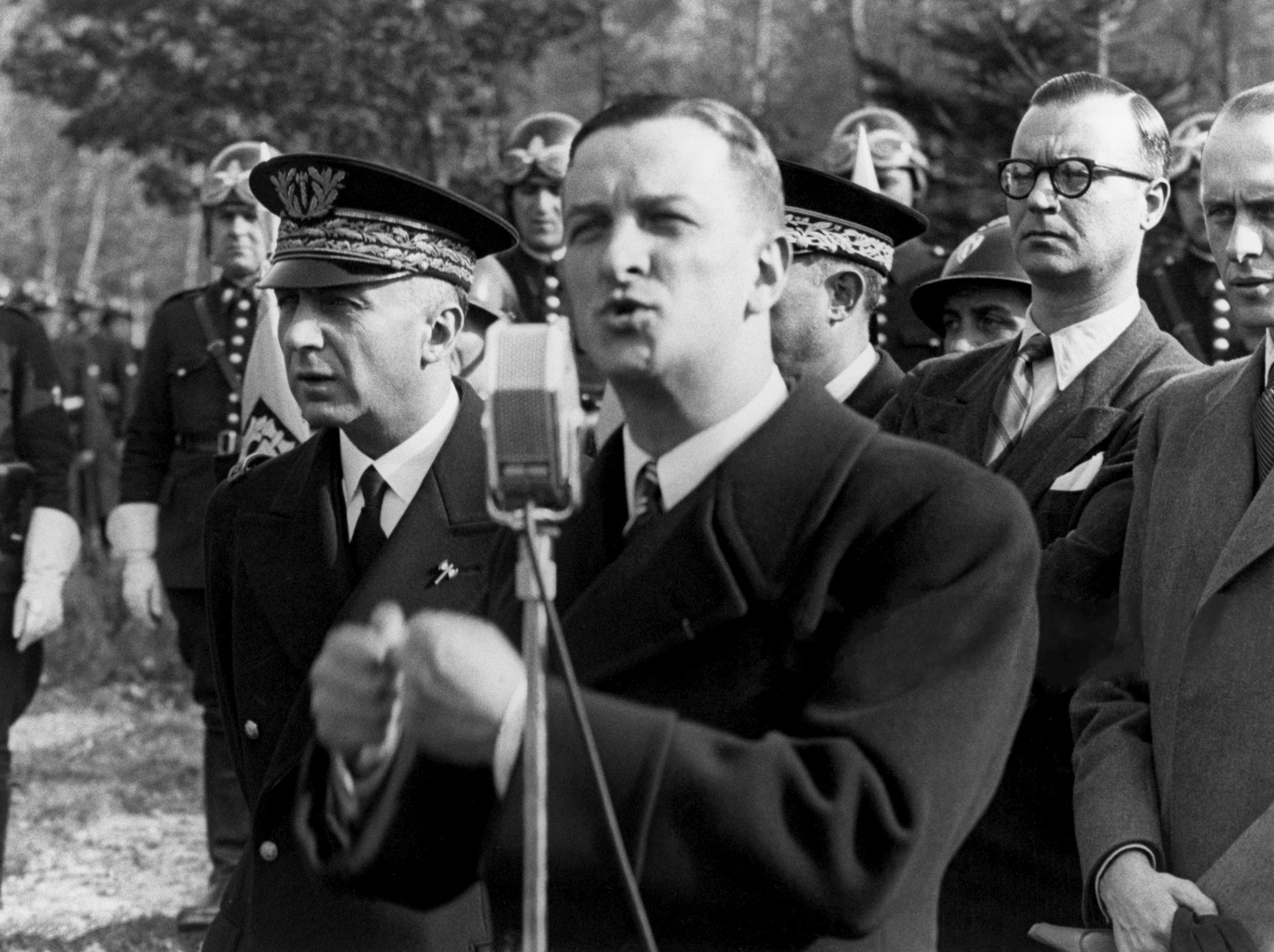
René Bousquet prononçant un discours devant les Groupes mobiles de réserve (23 mars 1943).

En 1943, Bousquet a des contacts avec la Résistance en protégeant certains de ses membres, menacés d'arrestation, notamment — par l'intermédiaire de Jean-Paul Martin —, François Mitterrand qui animait un réseau de prisonniers évadés.
En octobre 1943, Pétain, dans le début de sa tentative de se débarrasser de Laval, demande le renvoi de trois ministres (Abel Bonnard, Maurice Gabolde et Paul Marion, tous les trois proches de Laval), ainsi que de René Bousquet, qu'il considère « trop mou contre le terrorisme ».

Fin 1943, René Bousquet, qui avait accepté de collaborer à l'arrestation de « terroristes » communistes et de Juifs étrangers revendiqués par aucun pays, autrement dit ceux désignés comme apatrides, se rebelle dès lors qu'on lui demande de « frapper sans discrimination ». Perdant ainsi la confiance de Carl Oberg et se sachant sur le départ, il écrit à Helmut Knochen, en réponse à une demande qu'il lui a faite, le 20 novembre, relativement à la possibilité de consultation, par les services allemands, de listes d'Israélites établies par les préfectures : 

« J'ai l'honneur de vous accuser réception de votre communication […]. Pour les services de Police et l'administration française le fait d'être Israélite ne constitue ni une présomption de responsabilité, ni en matière politique, ni en matière de droit commun. Il ne peut même comporter une aggravation de cette responsabilité, dans la mesure où un Juif est poursuivi pour un crime ou un délit puni par notre législation pénale. D'autre part, les ordonnances allemandes ne concernent que la zone occupée. L'attitude de l'administration française ne peut par conséquent être différente de ce qu'elle est […]. »

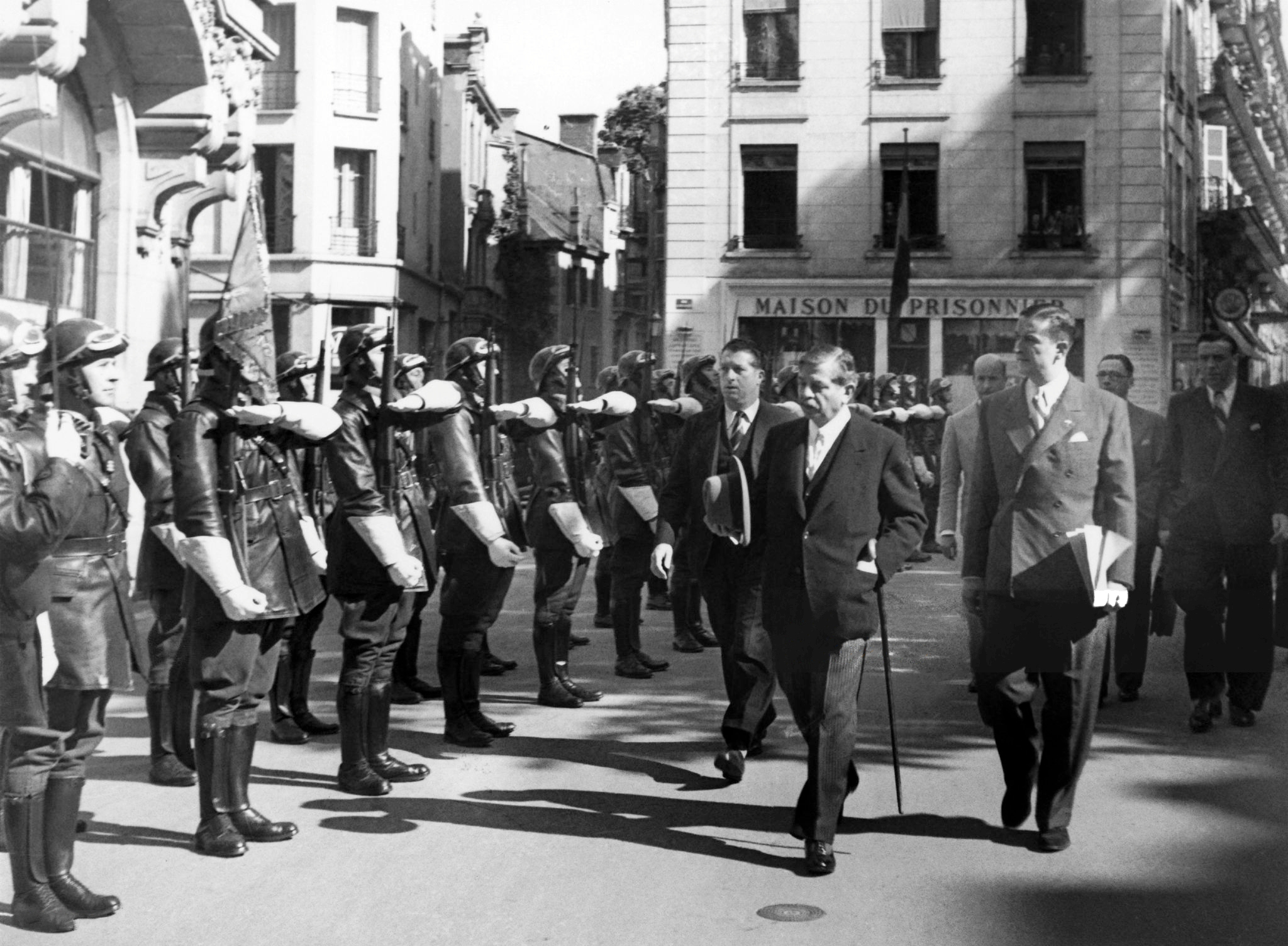
Pierre Laval et René Bousquet passant en revue le Groupe spécial de protection (Vichy, 1943).

À l'occasion de l'assassinat de Maurice Sarraut, qui est son ami et celui de Laval, par des miliciens,, le 2 décembre 1943, il fait pourchasser les assassins et montre ainsi sa volonté de s'éloigner des ultras de la collaboration et les fait arrêter.
Le 20 décembre 1943, Bousquet brûle ses archives afin de compliquer le travail de son successeur, Darnand, chef de la Milice, qui le remplace le 31 décembre 1943,, à la suite de sa démission et qui fait libérer les assassins de Sarraut. Pascale Froment indique qu'à Paris, Bousquet fait brûler des dossiers et que Pierre Saury, homme de confiance de Bousquet en emporte d'autres, tandis qu'on procède de même à Vichy. Selon Pierre Saury, qui a témoigné pour le procès, il aurait emporté tous les dossiers et notes de renseignements lors du départ de Bousquet de la police, afin qu'ils ne puissent pas servir à la Milice, mais personne ne sait où passèrent les dossiers en question.
Durant les vingt mois de la présence de Bousquet à la tête de la police (avril 1942-décembre 1943), 60 000 Juifs furent déportés, tandis qu'entre 15 000 à 16 000 le furent sous Darnand (huit mois, de janvier-août 1944).
Bousquet est arrêté par la Gestapo le 9 juin 1944 après avoir quitté Montauban pour Paris précipitamment le 7 juin et avoir dit à un de ses amis préfet « Je rentre à Paris, il est grand temps que je me fasse arrêter ! », Il est ensuite conduit avec famille et bagages dans des voitures prêtées par « amitié et protection » par Carl Oberg, chef des SS en France, en compagnie du commandant SS Schmitt, « qu'il connaît bien ». Il termine la guerre en Bavière dans une villa d'Ober-Allmannshausen (de), non loin du lac de Starnberg, qui lui permet d'obtenir le titre de « déporté en Allemagne », ce qui fait dire à Éric Conan, que c'est « un dernier rôle bien utile pour un personnage qui en a déjà joué beaucoup d'autres, pendant cinq ans ». Il est libéré en avril 1945 par les Américains. Ceux-ci lui proposent de partir directement pour les États-Unis avec sa famille, en bénéficiant d'une nouvelle identité. Allen Dulles, représentant de l'Ofice of Strategic Services (ancêtre de la CIA) à Berne avait justement évalué l'importance d'un tel personnage. René Bousquet refuse et demande à rentrer en France où il est incarcéré à la prison de Fresnes du 18 mai 1945 au 1er juillet 1948.
À la prison de Fresnes, où se trouve également Laval, dont il a toujours été proche et qu'il ne renie jamais, il l'aide dans la rédaction de ses notes pour la préparation de son procès. La veille de l'exécution de Laval, il passe une partie de la nuit auprès de lui.

### Procès devant la Haute Cour de justice

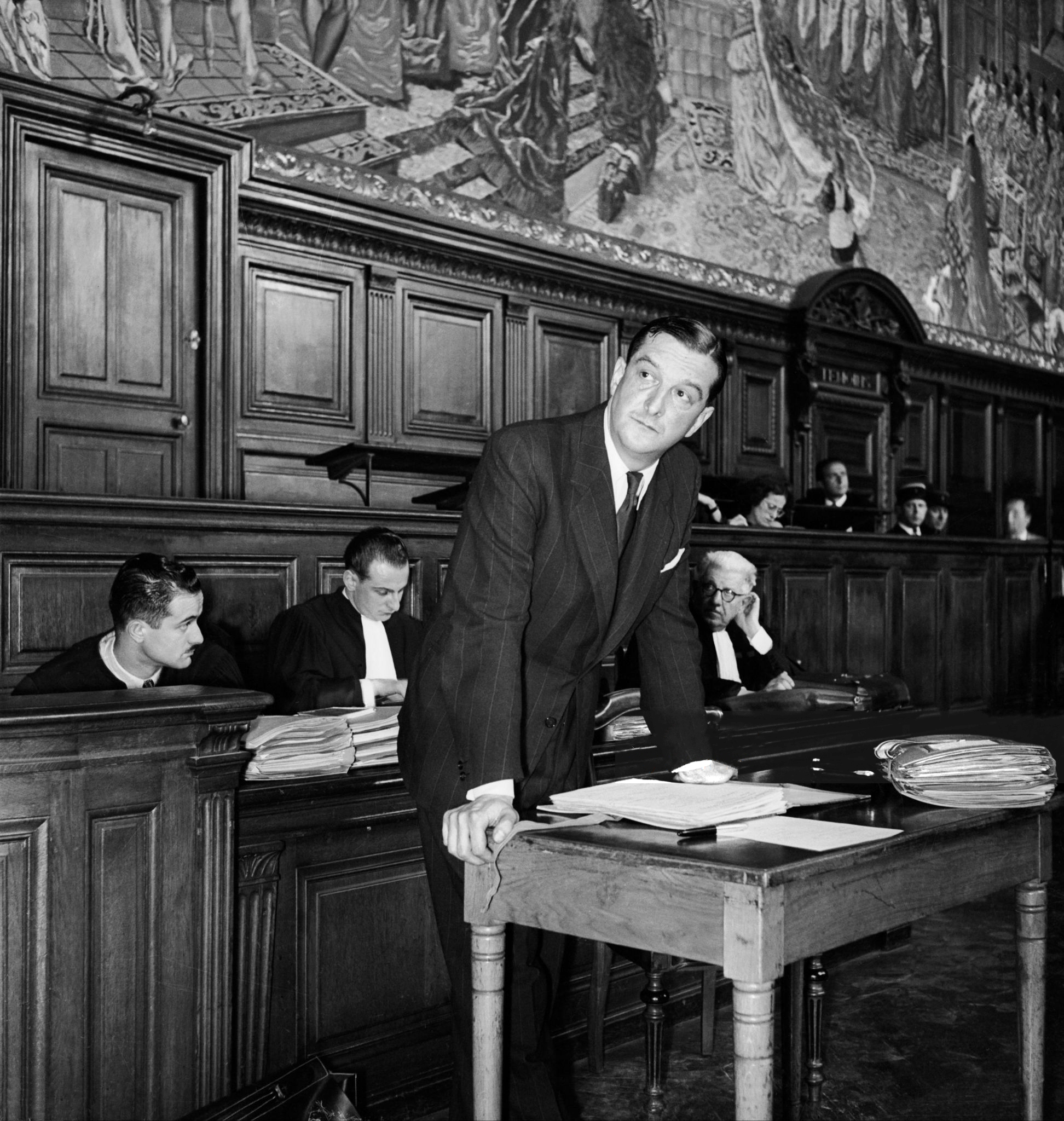
René Bousquet durant son procès devant la Haute Cour de justice en 1948.

Après la guerre, René Bousquet se retrouva opportunément l'avant-dernier Français à comparaître en Haute Cour de justice, en juin 1949. L'épuration était alors à bout de souffle, l'opinion plus préoccupée par la guerre froide et les nouveaux problèmes nés de la reconstruction. La réalité et la spécificité du génocide des Juifs manquait de visibilité dans la conscience populaire, et la communauté juive se retrouvait plus installée dans la mémoire douloureuse que dans la revendication d'une justice exemplaire pour les crimes perpétrés à son encontre. La place faite dans les médias d'après-guerre aux rafles de Juifs étrangers de l'été 1942 fut de ce fait relativement limitée.

Dans un plaidoyer pro domo, René Bousquet déclare : 

« J'ait fait libérer les trois personnes arrêtées à Vichy le 11 novembre 1942 ; j'ai été le seul Français de Vichy à ne pas serrer la main du consul général d'Allemagne ; j'ai sauvé la garde mobile en la renforçant et je l'ai épurée de ses éléments politiques ; j'ai retardé de cinq mois la remise du fichier des étrangers aux Allemands ; j'ai dissous la police anti-raciste pour la transformer en service de répression des menées antinationale. »

Et déclare qu'il a soutenu la politique raciale comme la corde soutient un pendu, rappelant qu'il a organisé l'émigration à Casablanca de 3000 Israélites, qu'il a libéré 4424 des 7000 "internés raciaux" de la zone sud et qu'il a fait supprimer le départ de 10450 Juifs d'origine allemande.
Au terme de ce procès qui dura trois jours, René Bousquet fut acquitté par la Haute Cour de justice du chef « d'atteinte aux intérêts de la défense nationale », mais déclaré « convaincu du crime d'indignité nationale » frappant automatiquement tous ceux qui avaient accepté de participer aux gouvernements de l'époque vichyste, et condamné à la peine minimale de « cinq ans de dégradation nationale ». Il en fut aussitôt relevé pour avoir participé de façon active et soutenue à la résistance contre l'occupant.
La Haute Cour de la Libération, créée suivant l'ordonnance du 18 novembre 1944, a été chargée, à l'exclusion de toute autre juridiction, de juger pour crimes ou délits commis dans l'exercice de leurs fonctions, les personnes ayant détenu certains pouvoirs. L'instruction qui a précédé la comparution de René Bousquet en Haute Cour a conclu, le 13 janvier 1948, à une décision de non-lieu partiel et de renvoi devant la Haute Cour. Le non-lieu concerne la période 17 septembre 1940 au 18 avril 1942.

La Haute Cour a rendu, elle, le verdict suivant : 

« […] Considérant que pour si regrettable que soit le comportement de Bousquet en divers moments de son activité comme secrétaire général à la Police et notamment lorsqu'il a accepté d'aider à l'action de la mission Desloges, il n'apparaît qu'il ait sciemment accompli des actes de nature à nuire à la défense nationale dans le sens de l'article 83 du Code pénal et qu'il échet en conséquence de prononcer son acquittement,

Considérant d'autre part qu'en acceptant de remplir dans le ministère constitué par Laval au mois d'avril 1942 le poste de secrétaire général à la Police qui est un de ceux qui le rende justiciable de la Haute Cour, il s'est rendu coupable du crime d'indignité nationale, 

Mais considérant qu'il résulte de l'information et des débats la preuve qu'en de nombreuses circonstances Bousquet a, par ses actes, participé de façon active et soutenue à la résistance contre l'occupant,

Par ces motifs,

Acquitte Bousquet René du chef d'atteinte aux intérêts de la défense nationale,

le déclare convaincu de crime d'indignité nationale, le condamne à la peine de cinq ans de dégradation nationale de ce chef, le relève de la dite peine en application de l'article 3 par. 4 de l'ordonnance du 26 décembre 1944. »

### Après le procès
Écarté de la haute fonction publique, Bousquet poursuit une carrière dans la presse et à la Banque de l'Indochine où il est recruté par Jean Laurent, ancien chef de cabinet du général de Gaulle dans le gouvernement Paul Reynaud en juin 1940 et authentique résistant. C'est notamment à cette époque (fin 1949, début 1950) que Jean-Paul Martin, son ancien collaborateur à Vichy, devenu directeur de cabinet du ministre de la France d'Outre-mer, François Mitterrand, met en contact les deux hommes,. Cependant, il est probable que René Bousquet et François Mitterrand, sans se connaître formellement, en savent déjà beaucoup l'un sur l'autre : en effet, c'est sur instruction de René Bousquet que Jean-Paul Martin a évité à François Mitterrand l'arrestation par la Gestapo. Les liens forts constitués entre les deux hommes datent de cette période de la guerre.
En 1957, le Conseil d'État consent à lui rendre sa Légion d'honneur, et l'ancien secrétaire général à la police de Vichy est même amnistié le 17 janvier 1958.
Il se lance alors dans la politique à l'occasion des élections législatives de 1958,  candidat (soutenu par l'UDSR) dans la troisième circonscription de la Marne avec pour suppléant Hector Bouilly, un conseiller général radical-socialiste. Avec seulement 4 461 voix, Bousquet rassemble moins de 10 % des suffrages, tandis que la Marne élit trois députés UNR.

### Carrière civile
Après la mort en 1959 de son ami Jean Baylet, Bousquet siège au conseil d'administration de La Dépêche du Midi, dont il anime un temps la direction aux côtés d’Évelyne Baylet, la veuve de celui-ci, et fait ainsi campagne en faveur de François Mitterrand en 1965, avec une ligne éditoriale antigaulliste. On note à cette époque l’organisation claire d’un fort courant antigaulliste en Tarn-et-Garonne (et globalement en Midi-Pyrénées). « Il dirige, en réalité, le quotidien toulousain tout au long des années, en surveillant de près sa ligne politique antigaulliste ». En 1971 Bousquet se brouille un temps avec Évelyne Baylet et quitte le conseil d'administration de La Dépêche du Midi. Dès lors, coïncidence ou non, le journal abandonne le ton franchement hostile qu'il avait contre le régime incarné par Charles de Gaulle (1958-1969), puis par Georges Pompidou pour redevenir un journal régional de gauche modérée.
En 1974, René Bousquet soutient et apporte son concours financier au candidat François Mitterrand contre Valéry Giscard d'Estaing, comme il l'avait fait en 1965, pour sa campagne présidentielle. À l'époque, la législation sur le financement des partis politiques est assez vague et les partis de gauche rencontrent des difficultés alors que ceux de droite bénéficient du soutien du patronat. Une photographie de l'époque témoigne de ces contacts entre les deux hommes, réunis en compagnie de Jean-Paul Martin, autour d'une tablée familiale dans la maison de Latche.
En 1977, François Mitterrand organise autour de René Bousquet un déjeuner regroupant plusieurs anciens résistants, dont Henri Frenay, le fondateur du mouvement Combat en présence de Jacques Attali,. Tous ceux qui sont présents, selon Mitterrand, lui doivent la vie, y compris Mitterrand lui-même, selon l'historien Éric Roussel, ce qui expliquerait la persévérance de l'amitié affichée de Mitterrand pour Bousquet.
René Bousquet fréquente pendant toutes ces années plusieurs centaines d'autres personnalités, ignorantes ou non de ses agissements à Vichy. Pascale Froment indique ainsi que l’ancien préfet devenu banquier « met aussi, parfois, à contribution, pour des consultations juridiques, son vieux camarade de faculté Georges Vedel », siège au conseil d'administration de la Société financière pour la France et les pays d’outre-mer (SOFO), présidée par Edmond Giscard d’Estaing, « connaissait personnellement Antoine Pinay (qui avait appartenu au Conseil national de Pétain) ; il est ami avec son directeur de cabinet Henri Yrissou, député indépendant, inspecteur des Finances, médaillé de la Résistance, qui avait successivement servi Bouthillier et Cathala à Vichy. » Elle ajoute que René Bousquet fut reçu à l’Élysée par René Coty. Elle précise aussi : « En 1974, il n’y a pas d’« affaire Bousquet », et le premier secrétaire du PS n’éprouve aucune gêne à se faire photographier avec son « ami ». Pourquoi se cacherait-il de connaître un homme qui fréquente aussi bien Joseph Barsalou que Jean-Baptiste Doumeng, Edgar Faure, Maurice Faure, le préfet Génébrier, Bernard Cornut-Gentille et Jacques Chaban-Delmas ? Un homme à qui Pierre Mendès France serre la main ? Un homme qui se promène au bois, près de chez lui, avec Édouard Daladier ? Son passé à la tête de la police de Vichy ne paraît déranger personne. »
François Mitterrand, pour justifier sa propre relation avec René Bousquet, cite également les noms de Pierre Mendès France et Henri Queuille comme le rapportent Pierre Favier et Michel Martin-Roland. René Bousquet siège notamment au conseil d'administration d'UTA (Union de transports aériens), dirigée par Antoine Veil (mari de Simone Veil), qu'il avait déjà connu aux Chargeurs réunis. En 1978, à la suite de l'entretien accordé par Louis Darquier de Pellepoix à L'Express, Antoine Veil obtient la démission de René Bousquet,.
En 1981, après la victoire de François Mitterrand à l'élection présidentielle, René Bousquet se rend à l'Élysée « pour parler politique ». « Je l'écoutais comme on écoute un chroniqueur politique. Il me voyait comme un continuateur d'une carrière qu'il n'avait pas pu faire » (déclaration de François Mitterrand à Pascale Froment).

### Enjeu judiciaire
À partir de 1986, quand les accusations portées contre René Bousquet prennent de la consistance, les rencontres avec le président Mitterrand se font plus rares jusqu'à cesser, officiellement. Une instruction judiciaire est menée et François Mitterrand est accusé d'intervenir dans la procédure pour la freiner, sous le prétexte évoqué du passé du chef de l'État dans l'administration vichyste. Ainsi, la décision du parquet général de Paris de renvoyer Bousquet devant une Cour de justice qui n'existe plus suscite l'ire de Jean Pierre-Bloch parlant d'« enterrement de première classe ». 
François Mitterrand est nommément visé quand les juristes de la mission de la Fédération internationale des ligues des droits de l'Homme font savoir qu'« il y a une décision politique au plus haut niveau de ne pas faire avancer l’affaire Bousquet », accusations relayées par Laurent Greilsamer dans Le Monde : « le dossier s’enlise dans les dédales du Palais de justice, guidé par des mains expertes, […] la Justice montre sa dépendance et le chef de l’État n’explique pas les raisons qu’il a d’épargner le procès Bousquet. » En effet, le juge d'instruction n'obtient pas d'être déchargé de ses autres dossiers pour d'autres prévenus et un seul traducteur était disponible pour plus de 1 000 pages d'archives en allemand ».
Les problèmes juridiques sont plus complexes que pour Maurice Papon. En raison de ses fonctions de secrétaire général à la Police, René Bousquet est, contrairement au fonctionnaire de Bordeaux, justiciable de la seule Haute Cour de la Libération. La première question posée est de savoir s’il faut ou non, au plan de la compétence, reconstituer cette ancienne juridiction (qui avait continué à fonctionner jusqu’en 1960 pour juger Abel Bonnard) pour éventuellement le rejuger. Ce point de droit suscite une controverse entre les parties civiles, le parquet et Georges Kiejman, alors ministre délégué à la Justice et nommé à ce poste pour retarder le procès. Finalement la Cour de cassation tranche qu’en cas de nouveau procès, la juridiction compétente sera la cour d'assises. 
Reste encore, avant tout renvoi au fond, à apprécier, toujours en droit, si, compte tenu de l’acquittement prononcé en 1949 couvrant l’ensemble des activités de René Bousquet pendant l’Occupation, il est encore possible, au mépris de l’autorité de la chose jugée, de poursuivre la procédure. Georges Kiejman soutient que l'intégralité des faits reprochés à Bousquet est dans le dossier d'instruction transmis à la Haute Cour de 1949 et qu'il ne peut être soulevé aucun fait nouveau susceptible de déclencher une nouvelle action publique. En tant que ministre nommé par François Mitterrand, il est très probable que Georges Kiejman exprime le point de vue du président de la République sur ce point. L'argument de droit avancé par les partisans du nouveau procès est qu'une nouvelle infraction pénale, le crime contre l'humanité, non tranchée par le procès de 1949, pouvait être ajoutée à celle jugée par le procès de 1949, la trahison, pour les faits qui restaient identiques. Le débat ne sera jamais tranché du fait de l’assassinat, en cours d’instruction, de René Bousquet.
En 2022, Robert Badinter publie la sténographie du procès Bousquet de 1949, accompagnée de commentaires regrettant amèrement que « l’institution judiciaire [ait transformé] un coupable en innocent ».

### Assassinat
En 1989, l'association des Fils et filles de déportés juifs de France de Serge Klarsfeld, la Fédération nationale des déportés et internés résistants et patriotes et la Ligue des droits de l'homme déposent plainte contre René Bousquet pour crimes contre l'humanité dans le cadre du dossier de la déportation de 194 enfants de six départements du Sud de la France. Il est inculpé en 1991, mais l'instruction n'est pas achevée lorsqu'il est assassiné de cinq balles par Christian Didier le 8 juin 1993 à la porte de son appartement du 34, avenue Raphaël à Paris,. Le meurtrier est condamné par la cour d'assises de Paris en novembre 1995 à dix ans de prison et est libéré le 24 février 2000 du centre de détention de Toul.
L'ouvrage de Henri Raczymow, L'Homme qui tua René Bousquet, contribue à des recherches sur la personnalité de Christian Didier. L'Humanité regretta au moment du procès de Christian Didier : « qu’il n’y ait pas d’association de victimes de la répression nazie pour demander, comme l’avait fait Me Alain Lévy, avocat de la FNDIRP, à qui profite le crime. La réponse ne serait sûrement pas à chercher du côté des victimes. C’est à Bousquet et à ses amis que Christian Didier a rendu service. »
René Bousquet est enterré au cimetière de Larrazet en Tarn-et-Garonne.
Son fils Guy, avocat à la cour, tente de justifier l'action de son père.
Jean Leguay, représentant de Bousquet en zone occupée de mai 1942 à fin décembre 1943, est le premier Français inculpé de crime contre l'humanité pour la rafle du Vél’ d'Hiv’.

## Antisémitisme
Selon l'historien spécialisé dans l’étude de l’antisémitisme Laurent Joly : « sans passé antisémite particulier […] Bousquet, à l'image des hauts fonctionnaires qui l'ont précédé dans la politique antisémite depuis 1940 […] se rallie à « l'ordre nouveau » et à l'antisémitisme pur et dur […] ambitieux et calculateur, Bousquet n'est pas seulement un homme aveuglé par l'illusion de la souveraineté française et par des considérations de technocrates, c'est aussi un xénophobe et un antisémite convaincu et sans cœur. […] Bousquet étale un antisémitisme venimeux. […] Lors [d'un] entretien avec le pasteur Marc Boegner […] « il estime que quelle que soit l'issue de la guerre, le problème juif devra être résolu ». »

## Distinctions
- Chevalier de la Légion d'honneur (1930)
- Médaille d'honneur pour acte de courage et de dévouement (1930)
- Ordre de la Francisque

## Apparition dans des documentaires et œuvres de fiction

### Documentaires
René Bousquet apparaît pour la première fois à l'écran dans Le Chagrin et la Pitié de Marcel Ophüls (1971). Ce documentaire fut censuré pendant dix ans à la télévision française.
Un documentaire Les Brûlures de l'Histoire - Le cas Bousquet par Patrick Rotman (diffusé sur France 3) sort dans les années 1990.
Le film de Claude Chabrol, L'Œil de Vichy, sort en 1993. C'est un film de montage des actualités du régime de Vichy (1940-1944). Monté de manière chronologique, le film propose une distanciation en faisant intervenir la voix de Michel Bouquet sur les commentaires d'époque. La voix de Michel Bouquet établit un lien entre le film de Claude Chabrol et celui d'Alain Resnais : Nuit et Brouillard (1956). René Bousquet apparaît dans le film et occupe une place de choix dans la démonstration de Claude Chabrol sur les compromissions des hauts fonctionnaires pendant l'Occupation.
Le documentaire L'Énigme René Bousquet, réalisé en 2007 pour France 3, est diffusé le 6 septembre 2008 dans le magazine Passé sous silence. Ce documentaire n'a, selon Le Nouvel Observateur, pas « apporté de nouveaux éléments sur la personnalité de Christian Didier, l'assassin de René Bousquet ». Henri Amouroux n’hésite pourtant pas à penser que cet assassinat fut télécommandé. Interrogation qui restera en suspens dans ce film, car les auteurs n’enquêtent pas sur une mort qui pouvait en arranger plus d’un, optant pour un documentaire plus classique mais instructif sur l'étrange parcours d’un haut fonctionnaire à la carrière exemplaire qui deviendra l’un de ces « criminels de bureau » qui sévirent à Vichy, selon la formule de Robert Badinter ».
Le documentaire Christian Didier, un crime inutile, réalisé en 2012 par Marc Maouad et diffusé sur Planète+ Crime revient sur le procès de Christian Didier raconté par l'avocat général Philippe Bilger. Serge Klarsfeld y révèle que René Bousquet n'aurait jamais été jugé car il était atteint de plusieurs cancers.

### Fiction
Le personnage de l'inspecteur Bruno Deschamps joué par Bruno Cremer dans Le Bon et les Méchants (1975), de Claude Lelouch, a probablement été inspiré par René Bousquet.
En 2006, Laurent Heynemann réalise le téléfilm René Bousquet ou le Grand Arrangement (coproduit par Arte), qui le rediffuse le 12 août 2011 (rediffusions également sur France 5 le 30 novembre 2015 et le 28 novembre 2017 sur Numéro 23). Il s’agit de la première fiction française à prendre pour personnage principal un grand collaborateur français. L'acteur Daniel Prévost prête ses traits au fonctionnaire Bousquet. Le film montre un René Bousquet vieillissant, rattrapé par son passé. Le film développe aussi ses relations avec un personnage fictif, joué par Ludmila Mikaël. Ce personnage est, selon le réalisateur, une sorte d’« incarnation de l’humanité, et de la mémoire juive revenant par étapes ». Le soin documentaire, la sobriété de la mise en scène et la composition glaciale de Daniel Prévost ont été salués par l’ensemble des critiques. À noter : le plan de la rencontre entre un René Bousquet souriant et le SS Heydrich (film d'actualité de 1942) est celui que l’on retrouve systématiquement dans la totalité des films sur Bousquet. Dans René Bousquet ou le Grand Arrangement, les scénaristes font même dire au personnage incarné par Daniel Prévost dans cette scène : « Ils auraient mieux fait de laisser leurs caméras chez eux, ce jour-là ! »
En 1997, René Bousquet apparaît en tant que personnage dans le roman La Compagnie des spectres de Lydie Salvayre.
En 2010, René Bousquet apparaît sous les traits de Frédéric Moulin dans le film de Roselyne Bosch, La Rafle, qui traite directement de la rafle du Vélodrome d'Hiver en juillet 1942, mise en place par Bousquet et le gouvernement de Vichy.
Il fait enfin partie des personnages du roman Rodrigo de Régis Bégué, paru en 2022,.